# Tacheles (Selbsthilfeorganisation)
Tacheles e. V. ist eine Selbsthilfeorganisation sozial Benachteiligter und Arbeitsloser, die 1994 in Wuppertal gegründet wurde. Ziel des Vereins ist die Aufklärung über die bestehende Rechtslage, so dass Betroffene ihre Rechte wahrnehmen und einer möglichen Benachteiligung entgegenwirken können. Dazu veröffentlichte er auf seinem Internetangebot Ratgeber für Betroffene und Leitfäden zur Durchsetzung gerechtfertigter Ansprüche. Jährlich werden 2.500 Beratungen durchgeführt.
Tacheles ist mit Diskussionsforen und Adressdatenbanken in seinem Internetangebot bundesweit bekannt. Seine Urteilsdatenbank mit Entscheidungen im Bereich der Sozialgesetzgebung ist die umfangreichste in Deutschland. Neben der Bereitstellung von Informationen für Betroffene vor allem im Bereich der ALG-II-Hilfe wirkt der Verein durch eigene Musterklagen auf die Rechtsfindung im Sozialbereich ein.
Große mediale Aufmerksamkeit erregte im Jahr 2006 eine Klage gegen die Bundesagentur für Arbeit am Sozialgericht Düsseldorf aufgrund des Informationsfreiheitsgesetzes. Die Behörde verpflichtete sich in dem Verfahren antragsgemäß die internen Dienstanweisungen und alle für die Leistungsgewährung relevanten internen Unterlagen in einer Internetdatenbank zugänglich zu machen. Dem Verein wurde zur Gewährleistung der Informationsfreiheit ein Kontrollrecht über die Bundesagentur für Arbeit eingeräumt.
Weitere Klagewege begleitete der Verein erfolgreich bis zum Bundessozialgericht, so im Juni 2008, als gegen die Krankenhausverpflegungsanrechnung von ALG-II-Empfängern angegangen wurde.
Im Vorstand des Vereins ist der Sozialwissenschaftler Harald Thomé, Dozent für Sozialrecht. Den redaktionellen Teil verantworten Harald Thomé, Regine Blazevic und Frank Jäger, ebenfalls  Referent für Sozialrecht. 
Im Januar 2009 bezog der zuvor in der Luisenstraße beheimatete Verein neue Räumlichkeiten im Bahnhof Wuppertal-Loh. Im Gebäude ist ein Sozialzentrum mit einem Stadtteiltreffpunkt, einer Beratungsstelle und einem Café entstanden.
Im Jahr 2017 erregten Diffamierungen des Vereins durch die Wuppertaler Ortsgruppe der AfD sowie Bedrohungen durch Rechtsextremisten mediale Aufmerksamkeit.